# 레오 왕조 치하의 동로마 제국
동로마 제국은 457년 레오 1세의 즉위부터 518년 아나스타시우스 1세의 죽음까지 레오 왕조의 5명의 황제가 통치하였다. 서로마 제국이 멸망하자 제논은 스스로를 로마 제국의 단독 황제로 선포했다.

## 역대 황제
- 레오 1세 (Flavius Valerius Leo, 457 - 474)

- 레오 2세 (Flavius Leo, 474)

- 제논 (Flavius Zeno, 474 - 475)

- 바실리스쿠스 (Flavius Basiliscus, 475 - 476)

- 제논 (Flavius Zeno, 476 - 491)

- 아나스타시우스 1세 (Flavius Anastasius, 491 - 518)

## 기타
| 전임 테오도시우스 왕조 (379 - 457) | 로마 제국의 왕조 457년 - 518년 | 후임 유스티니아누스 왕조 (518 - 602) |